# Kanske aldrig mer
Kanske aldrig mer (Battle Cry) är en bok från 1953 författad av Leon Uris och är hans delvis självbiografiska debutroman. Leon Uris var själv med i marinkåren vid kriget i Stilla havet. Boken handlar om en ung marinkårssoldat under andra världskrigets strider vid Stilla havet.